# Chocolate (песен)
Chocolate е сингъл на руската поп-група Серебро. Издаден е на 18 април 2016 г. в страните от ОНД от Monolit Records и на следващия ден в останалата част на света от Ego Records.
Това е деветият сингъл от третия албум на Серебро – Сила трёх.

## Обща информация
Песента е написана от Максим Фадеев и Олга Серябкина. Налична е в iTunes Store на страните от ОНД в две версии: В „CIS версия“, която е оригиналната версия, и „европейска версия“, която е намалена с няколко полутона във вокалната част, както и в инструменталната база. Последната версия е тази, издадена от Ego Records в международен мащаб, която може да се чуе от видеото.